# تورپیال ایرلاینز
تورپیال ایرلاینز (انگلیسی: Turpial Airlines) شرکت هواپیمایی ونزوئلایی است، که در سال ۲۰۱۶ تأسیس شد.